# Francesco Mantegna
Pour les articles homonymes, voir Mantegna.
Francesco Mantegna peut-être Francesco di Mantovana, né à Mantoue vers 1470 mort après 1517, est  un peintre italien de l'école de Mantoue.

## Biographie
Francesco Mantegna est le frère de Lodovico Mantegna et le second fils d'Andrea Mantegna. Tous les deux peintres et élèves de leur père.

## Œuvres
- Le Christ et Marie-Madeleine dans le jardin et Noli me tangere, National Gallery, Londres.
- Triomphe de l'Éternité,

## Sources
- x